# Republika Goshen
Goshen – krótko istniejące państwo na terenach dzisiejszej Botswany, założone przez Burów. Republikę założono 24 października 1882 roku. 7 sierpnia 1883 została włączona do republiki Verenigde Staten van Stellaland.